# Ministerio de Cultura (Rumania)

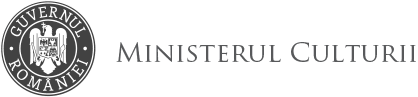
Logo del Ministerio de Cultura de Rumanía

El Ministerio de cultura de Rumania (en rumano: Ministerul Culturii) es uno de los ministerios del gobierno de Rumania.
El titular del ministerio en 2020 es Bogdan Gheorghiu.
El Instituto Nacional Rumano de Monumentos Históricos, parte de este ministerio, es responsable de la Lista de monumentos históricos en Rumanía. La lista, creada en 2004-2005, contiene los monumentos históricos que se declararon pertenecientes al Patrimonio Cultural Nacional de Rumanía.

## Ministros de Cultura
| Ministro | Ministro                                    | Partido                                     | Inicio                                      | Fin                                         | Gabinete                                    |
| República Socialista de Rumania (1965-1989)                                                                                              | República Socialista de Rumania (1965-1989) | República Socialista de Rumania (1965-1989) | República Socialista de Rumania (1965-1989) | República Socialista de Rumania (1965-1989) | República Socialista de Rumania (1965-1989) |
| --- | ------------------------------------------- | ------------------------------------------- | ------------------------------------------- | ------------------------------------------- | ------------------------------------------- |
| Presidente del Comité de Estado para la Cultura y las Artes (Președinte al Comitetului de Stat pentru Cultură și Artă)                   |                                             |                                             |                                             |                                             |                                             |
| | Pompiliu Macovei                            | PCR                                         | 21 de agosto de 1965                        | 15 de julio de 1967                         | Ion Gheorghe Maurer                         |
| | Dumitru Popescu                             | PCR                                         | 15 de julio de 1967                         | 8 de noviembre de 1976                      | Ion Gheorghe Maurer Manea Mănescu           |
| Presidente del Consejo de la Cultura y la Educación Socialista (desde 1971) (Președinte al Consiliului Culturii și Educației Socialiste) |                                             |                                             |                                             |                                             |                                             |
| | Miu Dobrescu                                | PCR                                         | 8 de noviembre de 1976                      | 28 de agosto de 1979                        | Manea Mănescu Ilie Verdeț                   |
| | Suzana Gâdea                                | PCR                                         | 28 de agosto de 1979                        | 22 de diciembre de 1989                     | Ilie Verdeț Constantin Dăscălescu           |
| Rumania (1989-) |                                             |                                             |                                             |                                             |                                             |
| Ministro de Cultura (Ministerul culturii)                                                                                                |                                             |                                             |                                             |                                             |                                             |
| | Andrei Pleșu                                | Independiente                               | 26 de diciembre de 1989                     | 16 de octubre de 1991                       | Petre Roman                                 |
| | Ludovic Spiess                              | Independiente                               | 16 de octubre de 1991                       | 19 de noviembre de 1992                     | Theodor Stolojan                            |
| | Marin Sorescu                               | Independiente                               | 19 de noviembre de 1992                     | 11 de diciembre de 1996                     | Nicolae Văcăroiu                            |
| | Ion Caramitru                               | PNȚCD                                       | 12 de diciembre de 1996                     | 28 de diciembre de 2000                     | Victor Ciorbea Radu Vasile Mugur Isărescu   |
| Ministro de Cultura y Asuntos Religiosos (Ministrul culturii și cultelor)                                                                |                                             |                                             |                                             |                                             |                                             |
| | Răzvan Theodorescu                          | PSD                                         | 28 de diciembre de 2000                     | 21 de diciembre de 2004                     | Adrian Năstase                              |
| | Mona Muscă                                  | PNL                                         | 29 de diciembre de 2004                     | 22 de agosto de 2005                        | Călin Popescu-Tăriceanu                     |
| | Adrian Iorgulescu                           | PNL                                         | 22 de agosto de 2005                        | 22 de diciembre de 2008                     | Călin Popescu-Tăriceanu                     |
| Ministro de Cultura, Asuntos Religiosos y Patrimonio Nacional (Ministrul culturii, cultelor și patrimoniului național)                   |                                             |                                             |                                             |                                             |                                             |
| | Theodor Paleologu                           | PDL                                         | 22 de diciembre de 2008                     | 23 de diciembre de 2009                     | Emil Boc                                    |
| Ministro de Cultura y Patrimonio Nacional (Ministrul culturii și patrimoniului național)                                                 |                                             |                                             |                                             |                                             |                                             |
| | Hunor Kelemen (1)                           | UDMR                                        | 23 de diciembre de 2009                     | 7 de mayo de 2012                           | Emil Boc Mihai Răzvan Ungureanu             |
| | Mircea Diaconu                              | PNL                                         | 7 de mayo de 2012                           | 25 de junio de 2012                         | Victor Ponta                                |
| | Puiu Hașotti                                | PNL                                         | 25 de junio de 2012                         | 21 de diciembre de 2012                     | Victor Ponta                                |
| Ministro de Cultura (Ministrul culturii)                                                                                                 |                                             |                                             |                                             |                                             |                                             |
| | Daniel Barbu                                | PNL                                         | 21 de diciembre de 2012                     | 12 de diciembre de 2013                     | Victor Ponta                                |
| | Gigel Știrbu                                | PNL                                         | 12 de diciembre de 2013                     | 5 de marzo de 2014                          | Victor Ponta                                |
| | Hunor Kelemen (2)                           | UDMR                                        | 5 de marzo de 2014                          | 24 de noviembre de 2014                     | Victor Ponta                                |
| | Csilla Hegedüs                              | UDMR                                        | 24 de noviembre de 2014                     | 13 de diciembre de 2014                     | Victor Ponta                                |
| | Ioan Vulpescu (1)                           | PSD                                         | 13 de diciembre de 2014                     | 17 de noviembre de 2015                     | Victor Ponta                                |
| | Vlad Alexandrescu                           | Independiente                               | 17 de noviembre de 2015                     | 3 de mayo de 2016                           | Dacian Cioloș                               |
| | Corina Șuteu                                | Independiente                               | 4 de mayo de 2016                           | 4 de enero de 2017                          | Dacian Cioloș                               |
| Ministro de Cultura e Identidad Nacional (Ministrul culturii și identității naționale)                                                   |                                             |                                             |                                             |                                             |                                             |
| | Ioan Vulpescu (2)                           | PSD                                         | 4 de enero de 2017                          | 29 de junio de 2017                         | Sorin Grindeanu                             |
| | Lucian Romașcanu                            | PSD                                         | 29 de junio de 2017                         | 16 de enero de 2018                         | Mihai Tudose                                |
| | George Ivașcu                               | Independiente                               | 29 de enero de 2018                         | 4 de noviembre de 2019                      | Viorica Dăncilă                             |
| Ministro de Cultura (Ministrul culturii)                                                                                                 |                                             |                                             |                                             |                                             |                                             |
| | Bogdan Gheorghiu                            | PNL                                         | 4 de noviembre de 2019                      | En el cargo                                 | Ludovic Orban                               |